# Élections municipales libyennes de 2012
Des élections locales ont eu lieu à Zuwarah en 2011 et dans plusieurs autres municipalités en Libye en 2012.

## Zuwarah
Les résidents de Zuwarah ont élu leur conseil local en 2011, à la suite de la guerre civile libyenne de 2011.

## Benghazi
Des élections municipales ont eu lieu à Benghazi le 19 mai. Plus de 200 000 personnes se sont inscrites pour voter à Benghazi, et 414 candidats se sont présentés aux élections pour les 41 sièges libres du conseil municipal de 44 membres. Ce sont les premières élections du genre à Benghazi depuis les années 1960. Compte tenu du grand nombre de candidats, ils n'ont pas eu beaucoup de temps pour faire campagne et présenter leurs points de vue à la population des 11 districts de Benghazi.
Selon le chef de la commission électorale de Benghazi, Suleiman Zubi, un total de 138 312 personnes ont voté aux élections, avec une participation comprise entre 64 % et 69 %. Malgré 22 candidates aux élections, une seule femme, Najat Rashid Mansur Al-Kikhia, a été élue au conseil. Al-Kikhia a cependant reçu le plus de voix de tous les candidats individuels.

## Misrata
Des élections municipales ont eu lieu à Misrata le 20 février. Les élections au conseil municipal de 28 membres ont été l'une des premières tenues après la chute du régime de Kadhafi. Un seul membre du conseil existant s'est présenté à la réélection.
Sur les 156 000 électeurs admissibles, 101 486 personnes étaient inscrites pour voter, avec une participation de 57 % donnée par les fonctionnaires. Tous les conseillers élus étaient indépendants, Yousef Ben Yousef étant élu nouveau maire de Misrata et 5 autres conseillers rejoignant l'exécutif du conseil.

## Sabratha
Des élections municipales ont eu lieu à Sabratha le 7 octobre. Deya-Uddin Al-Gharabli a été élu président du Conseil. Il n'y a pas eu de taux de participation élevé aux élections.